# Bigelow Aerospace

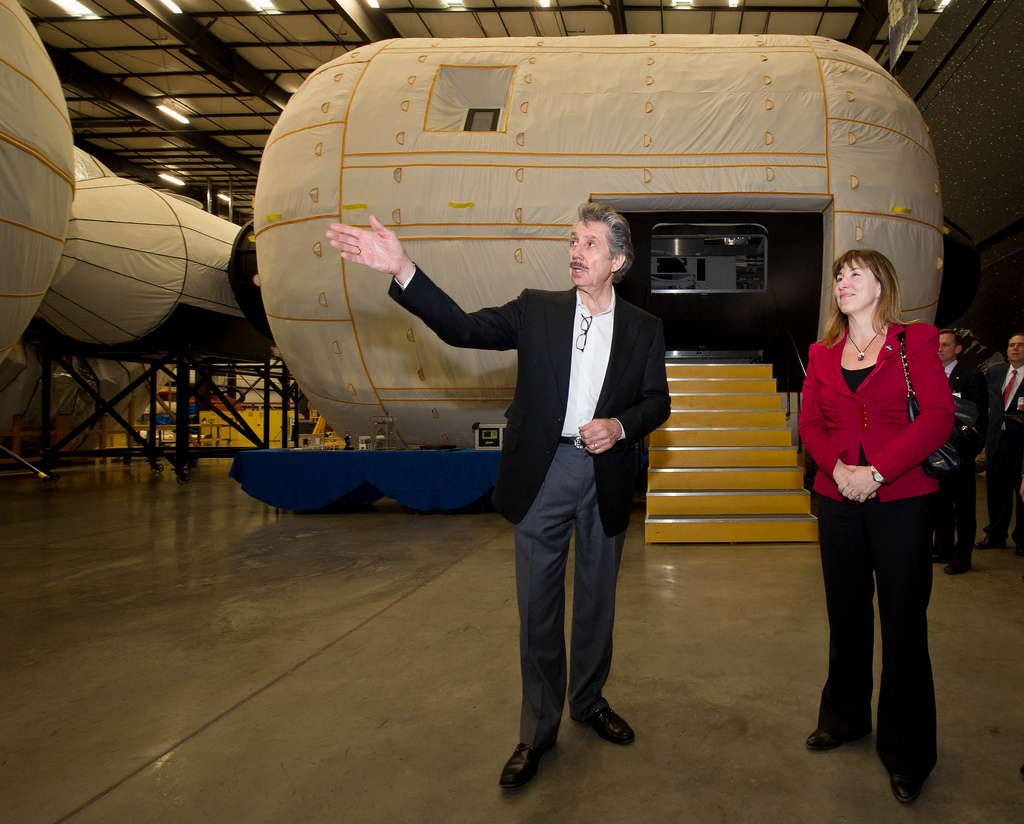
Robert Bigelow (z lewej) z Lori Garver (z prawej) – zastępcą administratora NASA

Bigelow Aerospace – przedsiębiorstwo przemysłu kosmicznego z siedzibą w Las Vegas (Nevada). Celem firmy jest komercyjna eksploracja bliskiej przestrzeni kosmicznej. Najbardziej znane są prace firmy nad technologią elastycznych (nadmuchiwanych) modułów stacji kosmicznej mającej służyć jako kosmiczny hotel.
Przedsiębiorstwo zostało założone w 1999 roku przez Roberta Bigelowa, który finansuje je dzięki dochodom z własnej sieci hoteli (Budget Suites of America) w Stanach Zjednoczonych. Do 2015 roku miał zainwestować w Bigelow Aerospace 500 milionów dolarów.

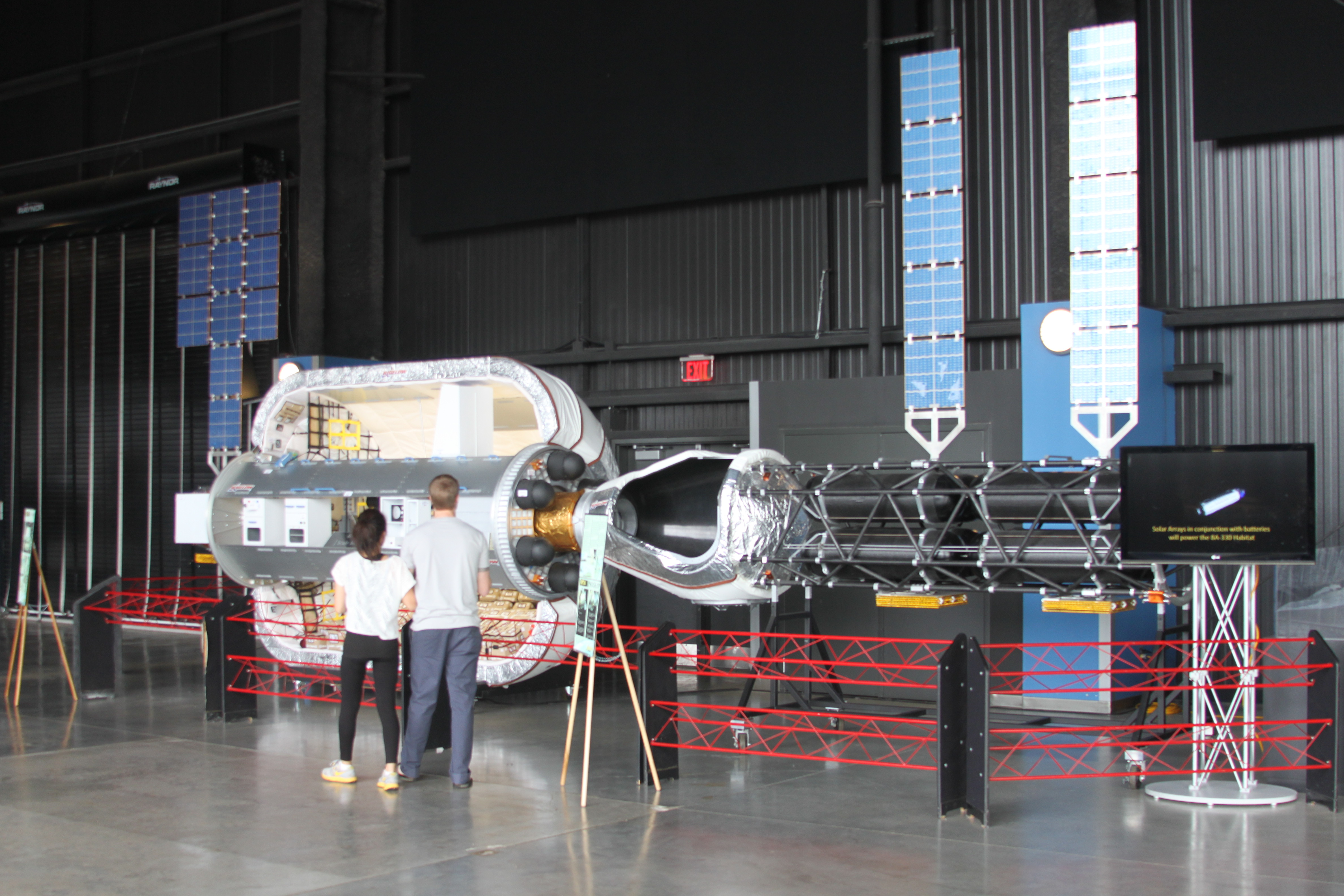
Pomniejszony model modułu B330 (2012)

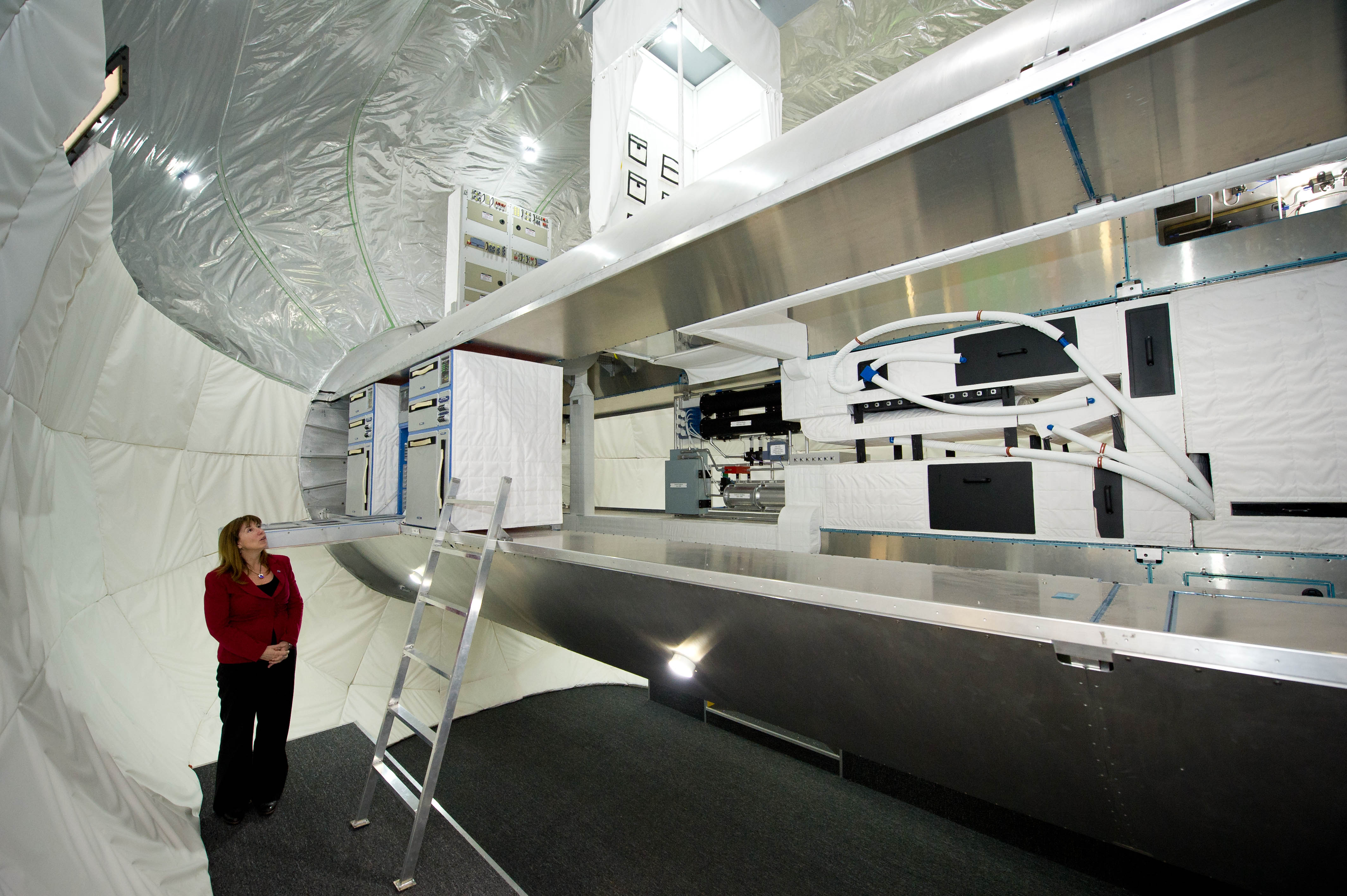
Wnętrze makiety modułu B330 (2011)

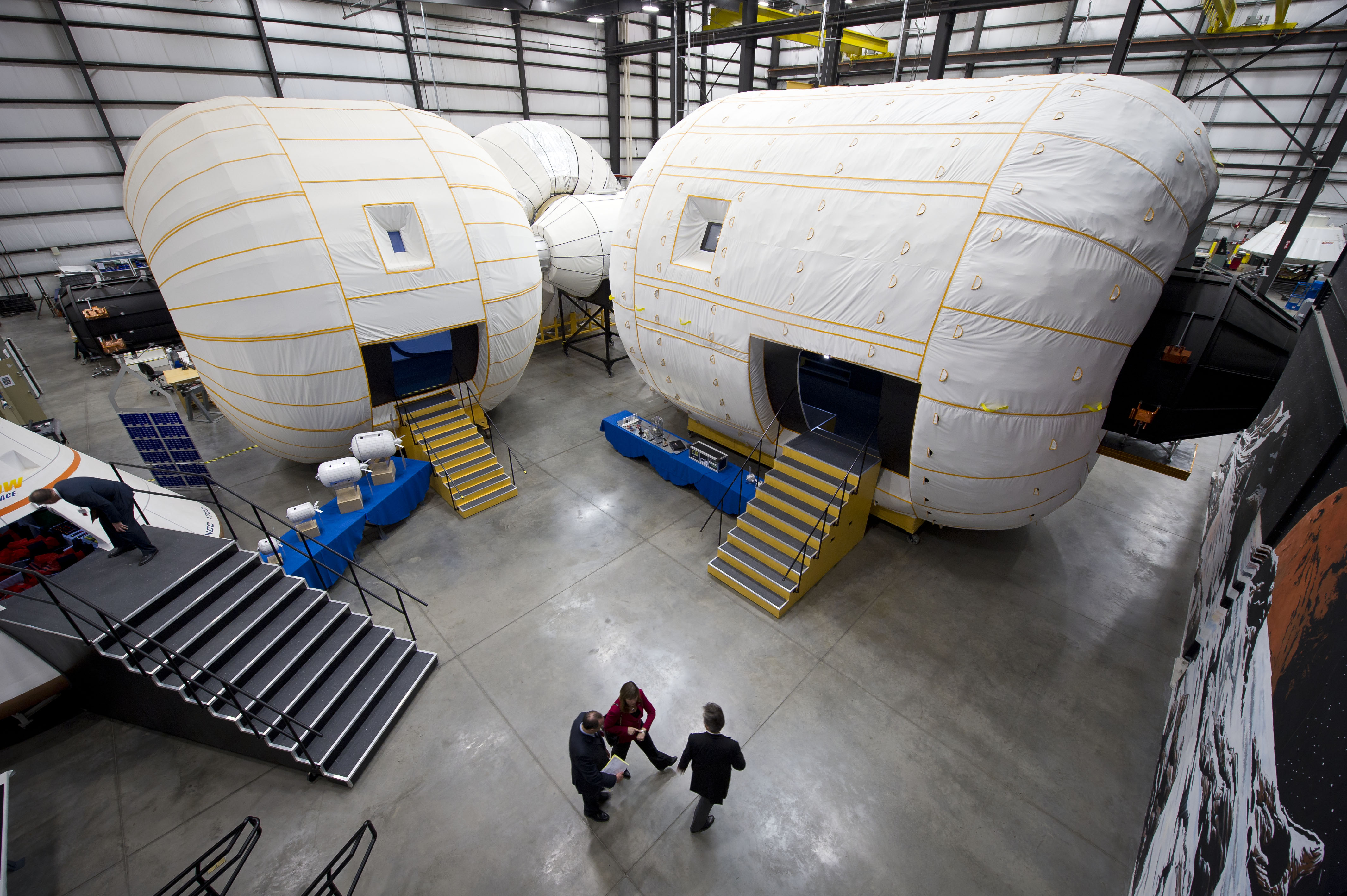
Makieta stacji księżycowej opartej na modułach B330 (2011)

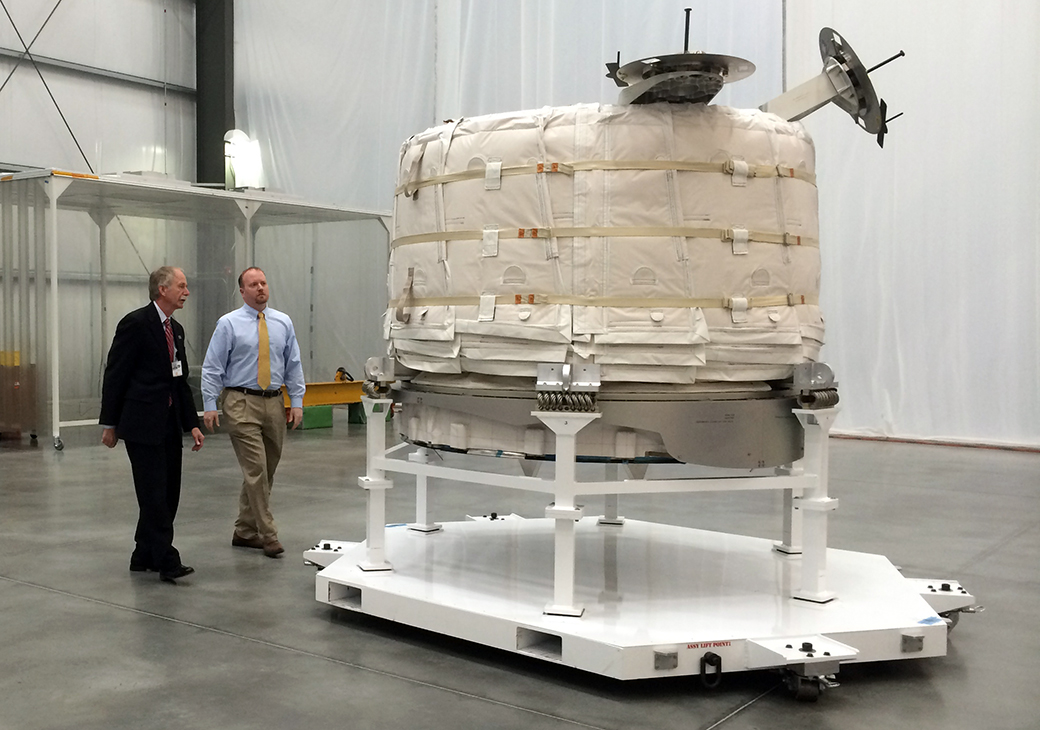
Złożony moduł BEAM gotowy do transportu na orbitę (2015)

## Projekty
W planach firmy Roberta Bigelowa jest budowa stacji kosmicznej przeznaczonej dla celów komercyjnych (np. turystyka kosmiczna i udostępnienie miejsc dla prywatnych firm oraz agencji kosmicznych mniejszych państw). Pierwotna stacja miała nazywać się CSS Skywalker.
Eksperymentalne moduły stacji kosmicznej, których koncepcja została zapożyczona z programu NASA Transhab, mają służyć astronautom lub turystom kosmicznym do badań lub wypoczynku. Przed rozpoczęciem programu firma Bigelow Aerospace zawarła trzy kontrakty z NASA, dzięki czemu otrzymała prawa do wyłącznego korzystania z technologii wypracowanych w ramach Transhab.
Bigelow Aerospace pracuje nad grupą prototypów i modułów stacji orbitalnej:
- Genesis I – prototyp modułu nadmuchiwanej stacji orbitalnej w skali 1:3,
- Genesis II – model w skali 1:3,
- Galaxy (wcześniej: Guardian) – prototyp modułu głównego w skali 45%; w 2007 r. odwołano testy orbitalne po pomyślnym przebiegu poprzednich eksperymentów i zastąpiono je testami naziemnymi,
- Sundancer – anulowany projekt niewielkiego modułu załogowego przeznaczonego do testów orbitalnych,
- B330 (wcześniej: BA 330, Nautilus) – docelowy moduł mieszkalny stacji orbitalnej.

Później pojawiły się również koncepcje większego modułu BA 660 o pojemności 660 m³. Na początku 2011 r. firma ogłosiła bardzo ambitne plany wybudowania najpierw w 2015 roku mniejszej, a następnie w 2017 roku większej stacji, które byłyby oparte na modułach Sundancer i BA 330. W dalszych planach był większy moduł BA 2100 o pojemności 2100 m³. Dalsze plany mówiły o budowie przyszłej bazy księżycowej opartej na podobnych technologiach.
Wkrótce jednak w firmie pojawiły się trudności, w związku z czym plany Bigelow Aerospace uległy znacznemu ograniczeniu. W lipcu 2011 roku firma zrezygnowała z modułu Sundancer, niedługo potem w przekazywanych informacjach przestały pojawiać się większe moduły BA 660 i BA 2100.
Pod koniec 2011 roku gdy okazało się, że ze względu na mniejsze finansowanie w stosunku do potrzeb opóźnia się program NASA Commercial Crew Program, w ramach którego są projektowane i budowane przez prywatne firmy statki załogowe, firma postanowiła wstrzymać prace nad swoimi modułami do czasu, gdy będzie już znana w przybliżeniu data wejścia do służby nowych statków. Statki te, w szczególności Starliner Boeinga i Dragon SpaceX, mają być wykorzystane również do transportu załóg na stację Bigelow Aerospace. Prace zostały częściowo wznowione na wiosnę 2012 r..
Pod koniec 2013 roku firma podpisała porozumienie z NASA, na mocy którego Bigelow Aerospace zbudował eksperymentalny moduł BEAM (Bigelow Expandable Activity Module), który zostanie w 2016 r. dołączony do ISS na okres dwóch lat.

## Działalność
12 lipca 2006 roku został wysłany w przestrzeń kosmiczną za pomocą rakiety Dniepr prototyp modułów stacji kosmicznej noszący nazwę Genesis I. Okrąża on Ziemię na wysokości 550 km z inklinacją 64°. 28 czerwca 2007 roku wystrzelono kolejny prototyp – Genesis II. Pierwszym modułem przyszłej stacji umożliwiającym pobyt ludzi na orbicie miał być Sundancer, jednak projekt ten został zarzucony.
Obecnie firma koncentruje się na produkcji dwóch pierwszych egzemplarzy modułu B330 dla przyszłej stacji kosmicznej. We wrześniu 2006 roku został zawarty kontrakt z firmą Lockheed Martin, na podstawie którego ma zostać sprawdzona możliwość transportu na orbitę dużych modułów B330 za pomocą rakiety Atlas V. Moduły te będą stanowić główne człony mieszkalne stacji.
Bigelow Aerospace współpracuje z NASA przy testach modułu BEAM, który stanowi demonstrator technologiczny elastycznych modułów orbitalnych. Moduł został 16 kwietnia 2016 r. dołączony do Międzynarodowej Stacji Kosmicznej.
Ponadto Bigelow Aerospace współpracuje z Boeingiem przy budowie statku załogowego Starliner.
| Typ modułu         | Nazwa      | Wyniesiony na orbitę | Rakieta nośna | Wymiary / objętość    | Masa      | Załoga | Status             |
| ------------------ | ---------- | -------------------- | ------------- | --------------------- | --------- | ------ | ------------------ |
| Genesis Pathfinder | Genesis I  | 2006                 | Dniepr        | 4,4 x 2,54 m / 12 m³  | 1 360 kg  | 0      | Na orbicie         |
| Genesis Pathfinder | Genesis II | 2007                 | Dniepr        | 4,4 x 2,54 m / 12 m³  | 1 360 kg  | 0      | Na orbicie         |
| Galaxy             | Galaxy I   | —                    | —             | 4 x 3,3 m / 30 m³     | 3 000 kg  | 0      | Odwołany           |
| Galaxy             | Galaxy II  | —                    | —             | 4 x 3,3 m / 30 m³     | 3 000 kg  | 0      | Odwołany           |
| Sundancer          | —          | —                    | —             | 8,7 x 6,3 m / 180 m³  | 8 618 kg  | 3      | Odwołany           |
| BEAM               | BEAM       | 8.04.2016            | Falcon 9      | 4,01 x 3,23 m / 16 m³ | 1 400 kg  | 0      | Przyłączony do ISS |
| B330               | ?          | ok. 2020             | Atlas V       | 9,45 x ? m / 330 m³   | 20 000 kg | 6      | Planowany          |